# Louis Ide

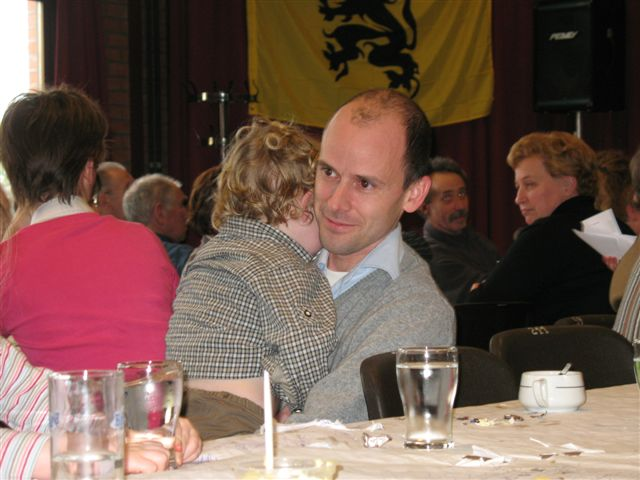
Louis Ide

Louis Ide (* 3. Juli 1973 in Roeselare) ist ein belgischer Politiker der Nieuw-Vlaamse Alliantie.

## Leben
Vom 28. Juni 2007 bis 28. April 2014 war Ide Senator im Senat von Belgien. 2014 wurde Ide zum Abgeordneten im Europäischen Parlament gewählt. Er trat den Abgeordnetensitz im Dezember 2014 ab, da er im gleichen Jahr zum Generalsekretär seiner Partei gewählt wurde. Ide wohnt in Kortrijk.